# 哈尔套镇
哈尔套镇，是中华人民共和国辽宁省阜新市彰武县下辖的一个乡镇级行政单位。

## 行政区划
哈尔套镇下辖以下地区：
富有村、黄花山村、柳树村、东哈尔套村、西哈尔套村、后两家子村、东风村、敖汉村、新发村、南平安地村和梨树沟村。